# Celtic Land
Celtic Land es el quinto álbum recopilatorio de la banda Mägo de Oz, publicado en celebración de los 25 años del grupo.

## Producción
El primer disco del LP cuenta con la participación de artistas internacionales como Korpiklaani, Eric Martin, To/Die/For y Elvenking junto a los miembros de Mägo de Oz, los cuales interpretan versiones en inglés de los éxitos de la banda.
En el segundo disco participaron artistas españoles como Tony Solo (exvocalista de Sangre Azul), Leo Jiménez (exvocalista de Saratoga), Carlos Escobedo (vocalista de Sôber) y Víctor García (vocalista de WarCry).
Para evitar disputas legales con su anterior discográfica, Locomotive Music, el grupo sólo pudo incluir temas de Gaia II: La voz dormida, Gaia III: Atlantia, Gaia: Epílogo, Hechizos, pócimas y brujería y las canciones «Fiesta pagana» (de Finisterra) y «La costa del silencio» (de Gaia). Por otro lado, el álbum también contiene una versión de la canción «Acércate y bésame» de la banda uruguaya La Trampa. Además, se incluye la canción «La Luna en ti», cantada por Zeta, la cual inicialmente fue escrita por Txus para Mägo de Oz, pero que finalmente fue interpretada por su otro grupo, Bürdel King, en su álbum debut, ¡Ladran, luego cabalgamos!.
Las letras en inglés fueron traducidas y adaptadas desde el castellano por Patricia Tapia, bajo la supervisión de Txus y Yolanda Blazquez.

### «Fiesta pagana 2.0»
Una de las canciones incluidas en ambos discos es «Fiesta pagana», regrabada tanto en inglés como en castellano. La versión en inglés, para el primer disco, es cantada por el vocalista de Mägo de Oz, Zeta. Por otro lado, la versión en castellano, incluida en el segundo disco y que fue lanzada como sencillo el 12 de noviembre a través de iTunes, cuenta con la intervención de artistas como Leo Jiménez, Tete Novoa, Alberto Marín, Carlos Escobedo, Toni Menguiano, Jero Ramiro y Sergio Martínez Rubio.
El 11 de noviembre de 2013 se publicó un videoclip en YouTube de la versión en español titulado «Fiesta pagana 2.0», junto al anuncio oficial de la portada del disco. En menos de 48 horas, dicho videoclip recibió más de 270 000 reproducciones. Pasados cuatro días, las reproducciones superaron las 550 000.
Además, una versión en español con sólo la voz de Zeta salió exclusiva de iTunes, junto a una regrabación de «Que el viento sople a tu favor».

## Promoción
El 17 de noviembre de 2013 se llevó a cabo una audición exclusiva del disco en México, D.F., cuyos asistentes fueron los ganadores del concurso realizado el 14 del mismo mes a través de la página web de la banda. Para participar se pedía enviar un correo electrónico indicando dónde se encontraba la felación que aparece en la portada del disco.
El 23 de noviembre a través de la página web del grupo se estrenó un adelanto de las canciones «Celtic Land» y «El líder 2.0».
El 27 de noviembre, a menos de una semana del lanzamiento oficial del disco, el sitio web RafaBasa.com publicó el tema «Hazme un sitio entre tu piel 2.0» en primicia, junto a la información oficial de la discográfica del grupo, Warner Music Spain, sobre el disco.
Se ha programado una serie de firmas del disco en ciudades de España que tendrán lugar a partir del 3 de diciembre.

## Lista de canciones
| CD 1 (En inglés) |                                                                                              |                                                                     |          |  |
| N.º              | Título                                                                                       | Intérpretes                                                         | Duración |  |
| 1.               | «The black book» («El libro de las sombras» de Hechizos, pócimas y brujería)                 | Ralf Scheepers (Primal Fear), Javier Domínguez "Zeta"               | 5:35     |  |
| 2.               | «Celtic Land» («H2Oz» de Hechizos, pócimas y brujería)                                       | Jonne Järvelä (Korpiklaani), Javier Domínguez "Zeta"                | 3:54     |  |
| 3.               | «Pagan party» («Fiesta pagana» de Finisterra)                                                | Javier Domínguez "Zeta"                                             | 5:07     |  |
| 4.               | «Vodka 'n' roll» («Vodka 'n' roll» de Gaia III: Atlantia)                                    | Elvenking, Javier Domínguez "Zeta"                                  | 3:38     |  |
| 5.               | «Find your love» («Sácale brillo a una pena» de Hechizos, pócimas y brujería)                | Göran Edman, Javier Domínguez "Zeta"                                | 4:30     |  |
| 6.               | «Satanael» («Satanael» de Hechizos, pócimas y brujería)                                      | Paul Shortino (King Kobra, ex-Rought Cutt), Javier Domínguez "Zeta" | 5:42     |  |
| 7.               | «I believe» («Creo (La voz dormida - Parte II)» de Gaia II: La voz dormida)                  | Darren Wharton (ex-Dare, ex-Thin Lizzy)                             | 4:55     |  |
| 8.               | «Xanandra» («Xanandra» de Hechizos, pócimas y brujería)                                      | Eric Martin (Mr. Big), Javier Domínguez "Zeta"                      | 4:23     |  |
| 9.               | «Hymn» (Canción de Ultravox versionada como «Mañana empieza hoy» en Gaia II: La voz dormida) | Javier Domínguez "Zeta"                                             | 5:16     |  |
| 10.              | «Diábulus in música» («Diábulus in música» de Gaia II: La voz dormida)                       | Jarno Perätalo (To/Die/For), Javier Domínguez "Zeta"                | 5:04     |  |
| 11.              | «Love never dies (Tell me)» («Hechizos, pócimas y brujería» de Hechizos, pócimas y brujería) | Danny Vaughan (Burning Kindom, Tyketto), Javier Domínguez "Zeta"    | 8:21     |  |

| CD 2 (En castellano) |                                                                           | |          |  |
| N.º                  | Título                                                                    | Intérpretes | Duración |  |
| 1.                   | «Fiesta pagana 2.0» (de Finisterra)                                       | Leo Jiménez, Víctor García, Tete Novoa, Fortu Sánchez, Tony Solo, Raúl Gutiérrez "Rulo" (ex-La Fuga), Carlos Escobedo, Carlitos, Jero Ramiro (Santelmo), Alberto Marín (Hamlet), Manuel Seoane (Burning Kindom), Txus di Fellatio, Javier Domínguez "Zeta", Tony Delgado (Dünedain) | 5:42     |  |
| 2.                   | «Acércate y bésame» (Cover: La Trampa - Acércate y bésame)                | Javier Domínguez "Zeta" | 4:17     |  |
| 3.                   | «El líder 2.0» (de Gaia: Epílogo)                                         | Javier Domínguez "Zeta" | 4:34     |  |
| 4.                   | «La costa del silencio 2.0» (de Gaia)                                     | Javier Domínguez "Zeta" | 4:33     |  |
| 5.                   | «Hazme un sitio entre tu piel 2.0» (de Gaia II: La voz dormida)           | Víctor García (WarCry), Javier Domínguez "Zeta" | 4:57     |  |
| 6.                   | «Desde mi cielo 2.0» (de Gaia II: La voz dormida)                         | Leo Jiménez (Stravaganzza), | 6:20     |  |
| 7.                   | «La voz dormida 2.0» (de Gaia II: La voz dormida)                         | Tete Novoa, Javier Domínguez "Zeta" | 10:01    |  |
| 8.                   | «La luna en ti 2.0» (Cover: Bürdel King - La luna en ti)                  | Javier Domínguez "Zeta" | 3:55     |  |
| 9.                   | «Sácale brillo a una pena 2.0» (de Hechizos, pócimas y brujería)          | Tony Solo (ex-Sangre Azul) | 4:12     |  |
| 10.                  | «Siempre 2.0» (de Gaia III: Atlantia)                                     | Patricia Tapia | 4:46     |  |
| 11.                  | «El poema de la lluvia triste 2.0» (de Gaia II: La voz dormida)           | Christian Bertoncelli | 7:52     |  |
| 12.                  | «Sigue la luz 2.0» (de Hechizos, pócimas y brujería)                      | Carlos Escobedo (Sôber) | 5:15     |  |
| 13.                  | «¿Por qué no bailamos?» (Música de fondo del tráiler del Mägo de Oz Fest) | Txus di Fellatio | 1:03     |  |
| 14.                  | «Desde mi cielo 2.0 (Versión orquestal)» (de Gaia II: La voz dormida)     | Leo Jiménez, Javier Domínguez "Zeta" | 6:16     |  |

| Bonus tracks |                                                              |                         |          |  |
| N.º          | Título                                                       | Intérpretes             | Duración |  |
| 1.           | «Fiesta pagana 2.0» (de Finisterra, solamente voz de Zeta)   | Javier Domínguez "Zeta" | 5:05     |  |
| 2.           | «Que el viento sople a tu favor 2.0» (de Gaia III: Atlantia) | Christian Bertoncelli   | 4:16     |  |